# Cung Lê
Cung Lê (sinh ngày 25 tháng 5 năm 1972), hay còn được biết đến với tên Lê Liệt Cung, là một nam diễn viên điện ảnh và cũng là cựu võ sĩ chuyên nghiệp người Mỹ gốc Việt. 
Cung Lê bất khả chiến bại trên võ đài San Shou Kickboxing với thành tích 17-0, là Vô Địch International Kickboxing Federation ở cân hạng Light Heavyweight trước khi chuyển qua thi đấu Mixed Martial Arts. Cung Lê đánh bại Frank Shamrock và trở thành vô địch hạng trung của Strikeforce trước khi từ chức để theo đuổi sự nghiệp điện ảnh và tham gia giải UFC, giải đấu võ tự do lớn nhất thế giới.

## Cuộc đời và sự nghiệp
Cung Lê sinh năm 1972 tại Sài Gòn, Việt Nam Cộng hòa. Năm 1975, vỏn vẹn ba ngày trước khi chiến tranh Việt Nam chấm dứt, cậu bé Cung Lê cùng mẹ rời quê hương khi chưa đầy 3 tuổi bằng máy bay trực thăng. Hai mẹ con sống tại một trại tỵ nạn Philippines trước khi được bảo lãnh sang định cư tại thành phố San Jose, thuộc tiểu bang California, Hoa Kỳ vào tháng 9 năm 1976. Là một đứa bé Việt Nam vóc dáng nhỏ bé, Cung Lê luôn bị các đứa trẻ lớn hơn bắt nạt. Năm lên 10 tuổi, mẹ của Cung Lê cho phép anh luyện tập Taekwondo để tự vệ. Bắt đầu từ lớp học võ đầu tiên đó, Cung Lê không ngừng tiếp thu các môn võ thuật khác nhau như vật, Nhu thuật Brasil, Tán Thủ, Muay Thái, và trở thành một võ sĩ chuyên nghiệp với hơn 35 giải thưởng võ thuật, ba lần đoạt chức vô địch thế giới. Với những thành tích vang dội đó, Cung Lê đã được lên bìa những tạp chí võ thuật nổi tiếng như Inside Kungfu, Black Belt Magazine, và Martial Arts Illustrated.
Tuy lớn lên tại Hoa Kỳ, Cung Lê không bao giờ quên nguồn gốc của mình. Các bộ võ phục mà anh mặc khi tập luyện cũng như là khi thượng đài tỷ võ luôn có thêu hình ảnh lá quốc kỳ Việt Nam vì "nghĩ rằng mình không phải đấu cho riêng Lê Cung mà còn cho cộng đồng Việt Nam".

## Sự nghiệp kickboxing/tán thủ
Cung Lê bất khả chiến bại trên võ đài Kickboxing chuyên nghiệp với 17 trận thắng, không có hòa hay thua.
Cung Lê ba lần đoạt chức Vô Địch trong giải U.S Open International Martial Arts Championships. Anh đã ba lần làm đội trưởng của Đội tuyển Quốc gia Hoa Kỳ, và tham gia giải Vô địch Wushu Thế giới tổ chức tại Ý năm 1997 và tại Hong Kong năm 1999 với tư cách là Đội Trưởng.
Ngày 15 tháng 12 năm 2001, anh đánh bại Shonie Carter tại thành phố San Jose, California và đoạt về danh hiệu Vô Địch Tán Thủ Chuyên nghiệp Hạng Nặng Thế giới của Liên Đoàn Kickboxing Quốc tế.
Tháng Năm năm 2003, anh tham gia giải K-1 và cộng thêm 3 trận vào bộ sưu tập thành tích toàn thắng của mình, trong đó có một lần hạ đo ván (Knockout).

## Sự nghiệp võ tự do MMA

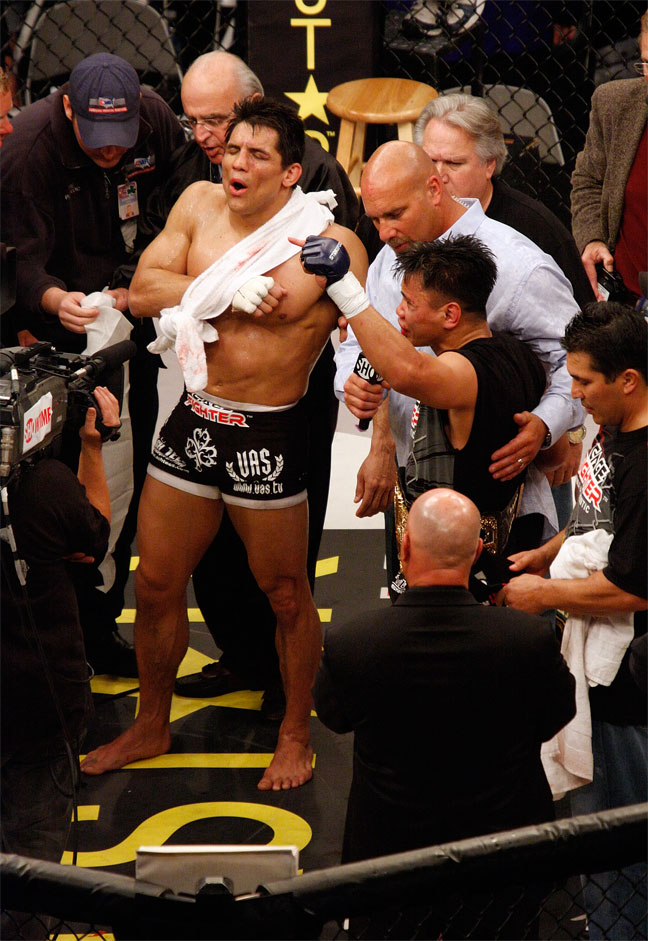
Cung Lê và Frank Shamrock sau trận so găng.

Cung Lê bước lên võ đài MMA lần đầu tiên trong giải Strikeforce vào ngày 10 tháng 3 năm 2006 tại San Jose, hạ đo ván võ sĩ kickboxing Mike Altman ở phút thứ 3:51 hiệp đầu tiên. Ba tháng sau, anh đấu với đối thủ từng trải Brian Warren tại giải King of the Cage và hạ đo ván Warren bằng hàng loạt cú đấm ở phút 4:19 hiệp đầu. Tại "Strikeforce: Triple Threat" vào ngày 8 tháng 12 năm 2006, anh đánh bại Jason Von Flue ở giây thứ 43 khi trận đấu phải ngưng do một vết cắt.
Cung Lê tiếp tục so găng với Tony Fryklund (người từng bị Anderson Silva hạ gục một năm trước đó). Cũng như Silva từng làm, Cung Lê hạ đo ván Fryklund vào gần cuối hiệp thứ 3. Không lâu sau đó anh đấu với Sammy Morgan tại Strikeforce: Four Men Enter, One Man Survives. Anh liên tục ném Morgan xuống sàn võ đài và thắng trận bằng đo ván kỹ thuật (T.K.O).
Ngày 29 tháng 3, năm 2008, Cung Lê thượng đài trong trận tỷ thí quan trọng nhất trong sự nghiệp võ tự do MMA của mình trong trận "Strikeforce: Shamrock vs. Le" do Strikeforce kết hợp tổ chức với EliteXC tại San Jose. Đối thủ của Cung Lê là võ sĩ kỳ cựu Frank Shamrock, người có kinh nghiệm dày dặn 14 năm trong môn Võ tự do MMA và cũng là đương kim Vô Địch Hạng Trung Strikeforce. Ký giả Dave Meltzer của Yahoo! Sports tường trình rằng ngày hôm ấy "đấu trường tràn ngập những lá cờ Vàng vẫy lên ủng hộ Cung Lê", thậm chí còn nhiều hơn cả các tấm biểu ngữ màu đỏ của các khán giả ủng hộ đương kim vô địch Frank Shamrock.
Trước 16,326 khán giả cuồng nhiệt thuộc mọi sắc tộc, Cung Lê đá gãy cánh tay phải của Frank Shamrock với những cú cước liên hoàn và hạ đo ván kỹ thuật (T.K.O) nhà đương kim vô địch trong hiệp ba để đoạt lấy chiếc đai Vô Địch Hạng Trung của Strikeforce.
Được diễn tả là "định nghĩa của một võ sĩ có lối tấn công đa dạng" bởi tường thuật viên Bill Goldberg trong trận đấu với Shamrock, Cung Lê nổi tiếng với khả năng ra đòn rất chính xác và hiệu quả. Bill Goldberg cũng từng ví von ngọn cước Spinning Back Kick của Cung Lê với việc "bị chiếc xe tải đụng trúng" trong cuộc phỏng vấn trước trận đấu này, và cú đá Roundhouse Kick được xem là đòn nguy hiểm nhất của anh.
Ngày 17 tháng 9 năm 2009, ông Scott Coker, Tổng giám đốc của giải Strikeforce cho biết Cung Lê đã ngỏ ý muốn trả lại chiếc đai vô địch vì không thể quay lại võ đài sau khi ký hợp đồng với một bộ phim mới, và ông đã nhận lời yêu cầu đó. Trong tương lai, Cung Lê sẽ tiếp tục tỷ thí trên võ đài Strikeforce một khi thời điểm của các trận đấu không cản trở với thời khóa biểu quay phim, mà không phải chịu áp lực nặng nề của chức vô địch luôn có người dòm ngó.
Sau gần 2 năm ngừng thi đấu để đóng phim, Cung Lê đã có cơ hội quay trở lại võ đài Strikeforce khi thời khóa biểu quay phim được dời lại. Ngày 19 tháng 12, năm 2009, Cung Lê cùng so găng với Scott Smith, người được mệnh danh là "Thiết Thủ" ("Hands of Steel") trong chương trình thi đấu "Strikeforce: Evolution". Mặc dù chiếm ưu thế hầu hết trận đấu, Cung Lê dần đuối sức vì đã lâu ngày không có thời gian tập luyện thể lực và bị Scott Smith đánh bại bằng K.O ở hiệp thứ ba. Đây là thất bại đầu tiên trong sự nghiệp võ đài của anh. Ngay sau trận đấu kết thúc, Cung Lê tỏ ý muốn được tái đấu với Scott Smith trong tương lai.
Ngày 26 tháng 6, năm 2010, Cung Lê đã có cơ hội phục hận trận thua duy nhất trên võ đài tại chương trình thi đấu "Strikeforce: Fedor vs. Werdum". Khác với kỳ trước, lần này Cung Lê đã có đầy đủ thời gian luyện tập và bước lên võ đài với thể lực dồi dào. Dùng những cú đấm thông minh bằng tay trái để giữ vững khoảng cách trước sự tấn công như vũ bão của Scott Smith, và phản công bằng các cú đá sở trường Spinning Back Kick dũng mãnh nhắm thẳng vào cạnh sườn của đối thủ, Cung Lê đã nhanh chóng hạ gục Scott Smith bằng K.O ngay trong hiệp hai. Trận đấu này đặc biệt đầy cảm xúc cho Cung Lê, vì trước đó 5 ngày anh còn thức khuya túc trực bên cạnh vợ là Suzanne trong bệnh viện sản phụ khoa để chờ đón đứa con trai đầu lòng của hai người.
Ngày 19 tháng 11, năm 2011, Cung Lê ký hợp đồng thi đấu với UFC, và để thua võ sĩ người Brazil Wanderlei Silva trong chương trình UFC 147.
Ngày 7 tháng 7, năm 2012, Cung Lê chiến thắng võ sĩ Patrick Côté đến từ Canada trong chương trình UFC 148 với số điểm 30-27, 30-27, 30-27.
Vào ngày 10 tháng 11 năm 2012, Cung Lê đã hạ đo ván cựu vô địch UFC Rich Franklin tại Macao trong chương trình UFC on Fuel TV 6, bằng một cú móc phải vào chính cằm Franklin giữa hiệp 1. Anh cho biết trước trận đấu: "Rich Franklin là một huyền thoại của UFC. Đây là trận đấu lớn nhất trong sự nghiệp của tôi. Nếu thắng Franklin thì đó sẽ là chiến thắng lớn nhất trong sự nghiệp của tôi".

Ngày 23 tháng 8 năm 2014, Cung Lê thi đấu với Michael Bisping trong sự kiện UFC Fight Night: Bisping vs. Le diễn ra tại Cotai Arena (Ma Cao). Anh đã bị Bisping hạ knock-out trong hiệp 4 sau khi bị đấm bị thương nặng ở mắt trái trong hiệp 2.

## Vụ UFC 2014
Ngày 30 tháng 9 năm 2014, UFC thông báo trên trang chủ Cung Lê đã phản ứng dương tính với HGH (chất tăng trưởng hoóc môn). Cụ thể Cung Lê bị phát hiện sử dụng chất cấm tăng trưởng hoóc môn trước trận đấu với Michael Bisping tại Ma Cao, Trung Quốc vào ngày 24 tháng 8.
Theo luật, Cung Lê sẽ bị cấm thi đấu 9 tháng. Theo người phát ngôn của UFC, nếu như muốn trở lại sau quãng thời gian này, võ sĩ gốc Việt sẽ phải hoàn tất một bài kiểm tra xét nghiệm chất kích thích khác.
Tuy nhiên, vào ngày 21 tháng 10 năm 2014, lệnh cấm thi đấu này được UFC gỡ bỏ, vì "một số lỗ hổng trong quá trình xét nghiệm của UFC được nêu ra khiến tính chính xác của việc xét nghiệm bị đặt dấu hỏi" và "chưa đủ bằng chứng để buộc tội Cung Lê đã sử dụng chất cấm".

## Sự nghiệp điện ảnh và giải trí
Bên ngoài võ đài, Cung Lê còn xuất hiện trên màn bạc Hollywood với nhiều vai diễn võ thuật. Trong phim Fighting, Cung Lê thủ vai Dragon Le, một trong những đối thủ của Channing Tatum. Trong phim Pandorum, Cung Lê thủ vai Mạnh (một nhân vật người Việt với võ nghệ cao cường trên con tàu vũ trụ Elysium) bên cạnh các ngôi sao điện ảnh Dennis Quaid và Ben Foster.
Năm 2009, anh hợp tác cùng ngôi sao võ thuật Chân Tử Đan trong bộ phim Hong Kong mang tên Thập Nguyệt Vi Thành. Sau khi hai người bỏ ra hơn nửa tháng để hoàn tất cảnh tỷ võ do Đổng Vĩ chỉ đạo, với những chiêu thức mà Cung Lê cho rằng hoàn toàn không có gì mới mẻ, Cung Lê và Chân Tử Đan đã cùng nhau hợp tác làm việc suốt một tuần lễ không ngưng nghỉ với 17 diễn viên phụ để dàn cảnh và quay lại đoạn phim này. Sau 4 ngày quay phim (cả hai diễn viên phải làm việc trong phim trường suốt 24 tiếng liên tục trong ngày cuối cùng trước khi Cung Lê phải trở về Hoa Kỳ), Cung Lê và Chân Tử Đan đã hoàn tất đoạn phim mà người đạo diễn võ thuật trước đó cần tới nửa tháng.
Chính trận đấu bắt đầu với cảnh rượt đuổi bay nhảy ngoạn mục đậm sắc parkour giữa Cung Lê và Chân Tử Đan trên phố xá Hong Kong đông người, tiếp theo là màn tỷ thí đậm sắc Võ Tự Do MMA này sau đó được nhà sản xuất dùng để quảng bá bộ phim Thập Nguyệt Vi Thành tại Thượng Hải. Trong cuộc họp báo này, Chân Tử Đan cho biết rằng "Cung Lê là đối thủ mạnh nhất mà tôi từng gặp khi đóng phim Hành động từ trước đến nay".
Ngày 15 tháng 12 năm 2009, hãng sản xuất game EA Sports chào đón Cung Lê vào danh sách các võ sĩ MMA trong trò chơi điện tử EA Sports MMA. Game này tung ra vào mùa hè 2010 cho hai loại máy PlayStation 3 và Xbox 360.
Năm 2010, Cung Lê xuất hiện trong phim Tekken trong vai Marshall Law (một cao thủ Triệt Quyền Đạo trong game Tekken), cũng như là vai thủ lĩnh sơn tặc trong phim Mãnh hổ Tô Khất Nhi do Yuen Woo-Ping đạo diễn..
Tháng 1 năm 2010, anh cũng xuất hiện trong chương trình Đại nhạc hội Paris By Night 99 - Tôi là người Việt Nam, trả lời phỏng vấn của Nguyễn Cao Kỳ Duyên.
Năm 2011, Cung Lê thủ vai chính bên cạnh Jean-Claude Van Damme và Peter Weller trong bộ phim đậm sắc Võ Tự Do MMA mang tên Dragon Eyes . Anh cũng sẽ xuất hiện cùng các diễn viên Russell Crowe và Lucy Liu trong phim The Man with the Iron Fists, cũng như là phim The Grandmasters (tức "Nhất Đại Tôn Sư", do Vương Gia Vệ đạo diễn) cùng các diễn viên Lương Triều Vỹ và Chương Tử Di.

## Sự nghiệp tại Việt Nam
Sau khi từ giã sự nghiệp thi đấu ở Mỹ năm 2014, cuối năm 2019, Cung Lê sang Việt Nam tham gia thi đấu. Tháng 6 năm 2020, anh và con trai Anthony Lê ký hợp đồng quản lý với Công ty giải trí Shadow Entertainment (Shadow Ent.), chuẩn bị cho sự nghiệp thi đấu chuyên nghiệp tại Việt Nam.

## Đời tư
Cung Lê có hai đứa con trai với người vợ cũ. Cung Lê và vợ mới là Suzanne cưới nhau vào tháng 8, năm 2009. Ngày 21 tháng 6, năm 2010, Cung Lê và Suzanne Lê chào đón đứa con trai đầu lòng của hai người, đứa bé được đặt tên là Robert Eric Lê.
Cung Lê hiện nay là người điều hành của trung tâm huấn luyện Võ Tự Do "Cung Le's AKA" tại thành phố Milpitas, Bắc California. MMA Gym này rộng lớn tới 10,000 square feet (929 mét vuông) và là chi nhánh chính thức của American Kickboxing Academy tại vùng Silicon Valley. Các bộ môn được huấn luyện tại đây bao gồm Tán Thủ, Kickboxing, Muay Thai, Boxing, Brazilian Jiu-Jitsu, và Wrestling..

## Các chức vô địch và danh hiệu

### Đô vật nghiệp dư
- California Community College Athletic Association
  - CCCAA State Championship (1990)
  - CCCAA All-State (1990)
  - West Valley College wrestling team captain (1990, 1991)
- California Interscholastic Federation
  - CIF All-State (1989)
- Amateur Athletic Union
  - AAU Espoir Freestyle National Championship (1989)
  - AAU Espoir Greco-Roman National Championship (1989)

### Kickboxing
- International Kickboxing Federation
  - IKF Sanshou World Light Heavyweight Championship (một lần)
- International Sport Karate Association
  - ISKA Sanshou North American Light Heavyweight Sanshou Championship (một lần)
  - ISKA Sanshou U.S. Light Heavyweight Championship (một lần)
  - ISKA Sanshou U.S. Light Cruiserweight Championship (một lần)
- Ho Tet Tae Kwon Do
  - Ho Tet Tae Kwon Do Tournament 1994 Grand Champion
- USA International World Championships
  - 1996 Continuous Sparring Tae Kwon Do World Champion
- World Wide Draka Federation
  - 1998 Draka Tournament winner
- Shidokan Cup Bare-Knuckle Full Contact Karate
  - 1998 Shidokan Cup U.S. Tournament winner
- International Wushu Federation
  - 1999 WUF World Wushu Championships Sanshou bronze medalist
  - 1997 WUF World Wushu Championships Sanshou bronze medalist
  - 1995 WUF World Wushu Championships Sanshou bronze medalist
- Black Belt Magazine
  - 2007 Kung Fu Artist of the Year [38]

### MMA
- Strikeforce
  - Strikeforce Middleweight Championship (một lần)
  - Tied most finishes in Strikeforce (7)
  - Most knockouts in Strikeforce (7)
- Ultimate Fighting Championship
  - Fight of the Night (một lần)
  - Knockout of the Night (một lần)
- MMAFighting.com
  - 2012 Knockout of the Year vs. Rich Franklin vào ngày 10/11[39]
- Inside MMA
  - 2008 Fight of the Year Bazzie Award vs. Frank Shamrock vào ngày 29/3

### Submission grappling
- Amateur Athletic Union
  - AAU Espoir Sambo National Championship (1989)

## Thành tích San Shou Kickboxing
| Ngày       | Kết Quả | Thành Tích | Đối Thủ              | Giải Vô Địch                                         | Cân Hạng          | Địa Điểm                     |
| ---------- | ------- | ---------- | -------------------- | ---------------------------------------------------- | ----------------- | ---------------------------- |
| 04/06/2005 | Thắng   | 17-0       | Brian Ebersole       | 2005 Strikeforce Light Heavyweight San Shou Champion | Light Heavyweight | San Jose, California, USA    |
| 30/04/2004 | Thắng   | 16-0       | Brian Warren         | ISKA Light Heavyweight K-1 Super Fight Champion      | Light Heavyweight | Las Vegas, Nevada, USA       |
| 15/08/2003 | Thắng   | 15-0       | Phil Petit           | ISKA Light Heavyweight K-1 Super Fight Champion      | Light Heavyweight | Las Vegas, Nevada, USA       |
| 02/05/2003 | Thắng   | 14-0       | Scott Sheely         | ISKA Light Heavyweight K-1 Super Fight Champion      | Light Heavyweight | Las Vegas, Nevada, USA       |
| 15/12/2001 | Thắng   | 13-0       | Shonie Carter        | IKF Light Heavyweight World Champion                 | Light Heavyweight | San Jose, California, USA    |
| 15/09/2000 | Thắng   | 12-0       | Jeff Thornhill       | ISKA North American Light Heavyweight Champion       | Light Heavyweight | San Jose, California, USA    |
| 05/08/2000 | Thắng   | 11-0       | Mohammed Lamin Keita | ISKA Light Heavyweight K-1 Super fight Champion      | Light Heavyweight | Las Vegas, Nevada, USA       |
| 13/05/2000 | Thắng   | 10-0       | Mike Altman          | ISKA Cruiserweight World Champion(title defense)     | Cruiserweight     | San Jose, California, USA    |
| 1999       | Thắng   | 9-0        | Na Shun Gerile       | Art of War Light Heavyweight Champion, China vs. USA | Light Heavyweight | Honolulu, Hawaii, USA        |
| 15/05/1999 | Thắng   | 8-0        | Scott Sheely         | ISKA Light Heavyweight Sanshou World Champion        | Light Heavyweight | San Jose, California, USA    |
| 10/10/1998 | Thắng   | 7-0        | Dan Garett           | ISKA Cruiserweight World Champion                    | Cruiserweight     | San Jose, California, USA    |
| 29/08/1998 | Thắng   | 6-0        | Arne Soldwedel       | Shidokan Team USA Champion                           | Light Heavyweight | Chicago, Illinois, USA       |
| 29/08/1998 | Thắng   | 5-0        | Mohammed Keita       | Shidokan Team USA Champion                           | Light Heavyweight | Chicago, Illinois, USA       |
| 29/08/1998 | Thắng   | 4-0        | Ben Harris           | Shidokan Team USA Champion                           | Light Heavyweight | Chicago, Illinois, USA       |
| 24/05/1998 | Thắng   | 3-0        | Minaru Taro          | Draka Main Event Champion                            | Light Heavyweight | Los Angeles, California, USA |
| 24/05/1998 | Thắng   | 2-0        | Gagik Isrelyan       | Draka Under card Champion                            | Light Heavyweight | Los Angeles, California, USA |
| 31/08/1997 | Thắng   | 1-0        | Jason Yee            | 1997 Kung Fu Championships                           | Light Heavyweight | Orlando, Florida, USA        |

## Thành tích võ tự do Mixed Martial Arts
| Ngày       | Kết quả | Thành tích | Đối thủ         | Chương trình thi đấu                                 | Cách thức                        | Hiệp | Thời gian | Địa điểm                        | Ghi chú                                                                                              |
| 23/08/2014 | Thua    | 9–3        | Michael Bisping | UFC Fight Night: Bisping vs. Le                      | KO (đấm&đầu gối)                 | 4    | 0:57      | Cotai Arena, Ma Cao, Trung Quốc | |
| 10/11/2012 | Thắng   | 9–2        | Rich Franklin   | UFC: Macao                                           | KO (đấm)                         | 1    | 2:17      | Cotai Strip, Ma Cao, Trung Quốc | Knockout of the Night                                                                                |
| 07/07/2012 | Thắng   | 8-2        | Patrick Côté    | UFC 148: Silva vs Sonnen II                          | Quyết định (nhất trí)            | 3    | 5:00      | Las Vegas, Nevada               | |
| 19/11/2011 | Bại     | 7-2        | Wanderlei Silva | UFC 139: Shogun vs Henderson                         | KO                               | 2    | 4:49      | San Jose, California            | Fight of the Night                                                                                   |
| 26/06/2010 | Thắng   | 7-1        | Scott Smith     | Strikeforce: Fedor vs. Werdum                        | KO                               | 2    | 1:46      | San Jose, California            | Phục hận trận thua trước đó 6 tháng                                                                  |
| 19/12/2009 | Bại     | 6-1        | Scott Smith     | Strikeforce: Evolution                               | KO                               | 3    | 3:25      | San Jose, California            | Trận thua đầu tiên trong sự nghiệp võ đài                                                            |
| 2008/03/29 | Thắng   | 6-0        | Frank Shamrock  | EliteXC / Strikeforce - Strikeforce: Shamrock vs. Le | TKO (Dừng trận đấu - đá gãy tay) | 3    | 5:00      | San Jose, California            | Thắng Giải Vô Địch Hạng Trung Strikeforce, sau đó từ bỏ chức Vô Địch để theo đuổi sự nghiệp điện ảnh |
| 16/11/2007 | Thắng   | 5-0        | Sammy Morgan    | Strikeforce: Four Men Enter, One Man Survives        | TKO                              | 3    | 1:58      | San Jose, California            | |
| 22/06/2007 | Thắng   | 4-0        | Tony Fryklund   | Strikeforce: Shamrock vs. Baroni                     | TKO                              | 3    | 0:25      | San Jose, California            | |
| 08/12/2006 | Thắng   | 3-0        | Jason Von Flue  | Strikeforce: Triple Threat                           | TKO                              | 1    | 0:43      | San Jose, California            | |
| 09/06/2006 | Thắng   | 2-0        | Brian Warren    | Strikeforce: Revenge                                 | TKO                              | 1    | 4:19      | San Jose, California            | |
| 10/03/2006 | Thắng   | 1-0        | Mike Altman     | Strikeforce: Shamrock vs. Gracie                     | KO (Đấm)                         | 1    | 3:51      | San Jose, California            | |

## Phim điện ảnh và truyền hình
| Năm  | Tựa phim                           | Vai            | Ghi chú                             |
| ---- | ---------------------------------- | -------------- | ----------------------------------- |
| 1997 | Sleight of Hand                    | Victor         | Indie Film                          |
| 2001 | Walker, Texas Ranger               | chính anh      | (1993 TV Series) Episode: "Legends" |
| 2004 | Kwoon                              | Mort Ission    | Direct-to-Video                     |
| 2006 | Dark Assassin                      | The Assassin   | Indie Film                          |
| 2007 | Blizhniy Boy: The Ultimate Fighter | Erik           | Film                                |
| 2009 | Fighting                           | Dragon Le      | Major Film                          |
| 2009 | Pandorum                           | Manh           | Major Film                          |
| 2009 | Bodyguards and Assassins           | Sa Zhen-Shan   | Film                                |
| 2010 | Tekken                             | Marshall Law   | Major Film                          |
| 2010 | True Legend                        | Militia Leader | Film                                |
| 2012 | Dragon Eyes                        | Ryan Hong      | Major Film                          |
| 2012 | The Grandmasters                   | TBA            | Major Film (post-production)        |
| 2012 | The Man with the Iron Fists        | Bronze Lion    | Major Film (post-production)        |
| 2017 | Savage dog                         | Boon           | Bleiberg Intertainment              |